# Viljo Nousiainen
Viljo Johannes Nousiainen (født 9. marts 1944 i Kiuruvesi i Savolax, død 11. juni 1999 i Göteborg, Sverige) var en finsk atletiktræner. Han var stedfar og træner til den svenske verdensrekordholder i højdespring, Patrik Sjöberg. Han trænede også andre svenske springere, blandt andre Christian Olsson og Yannick Tregaro.
Nousiainen uddannede sig på den finske idrætshøjskole i Jyväskylä[kilde mangler] og havde en stor evne for at se og forstå rørelser, rytme og koordination hos sine elever.
Patrik Sjöberg afslørede 2011 i sin selvbiografi "Det du aldrig såg", at han som barn blev seksuelt udnyttet af Nousiainen. Yannick Tregaro og den norske højdespringer Christian Skaar Thomassen har sagt, at de også blev seksuelt udnyttet af Nousiainen.